# ロンドン・スクール・オブ・エコノミクス

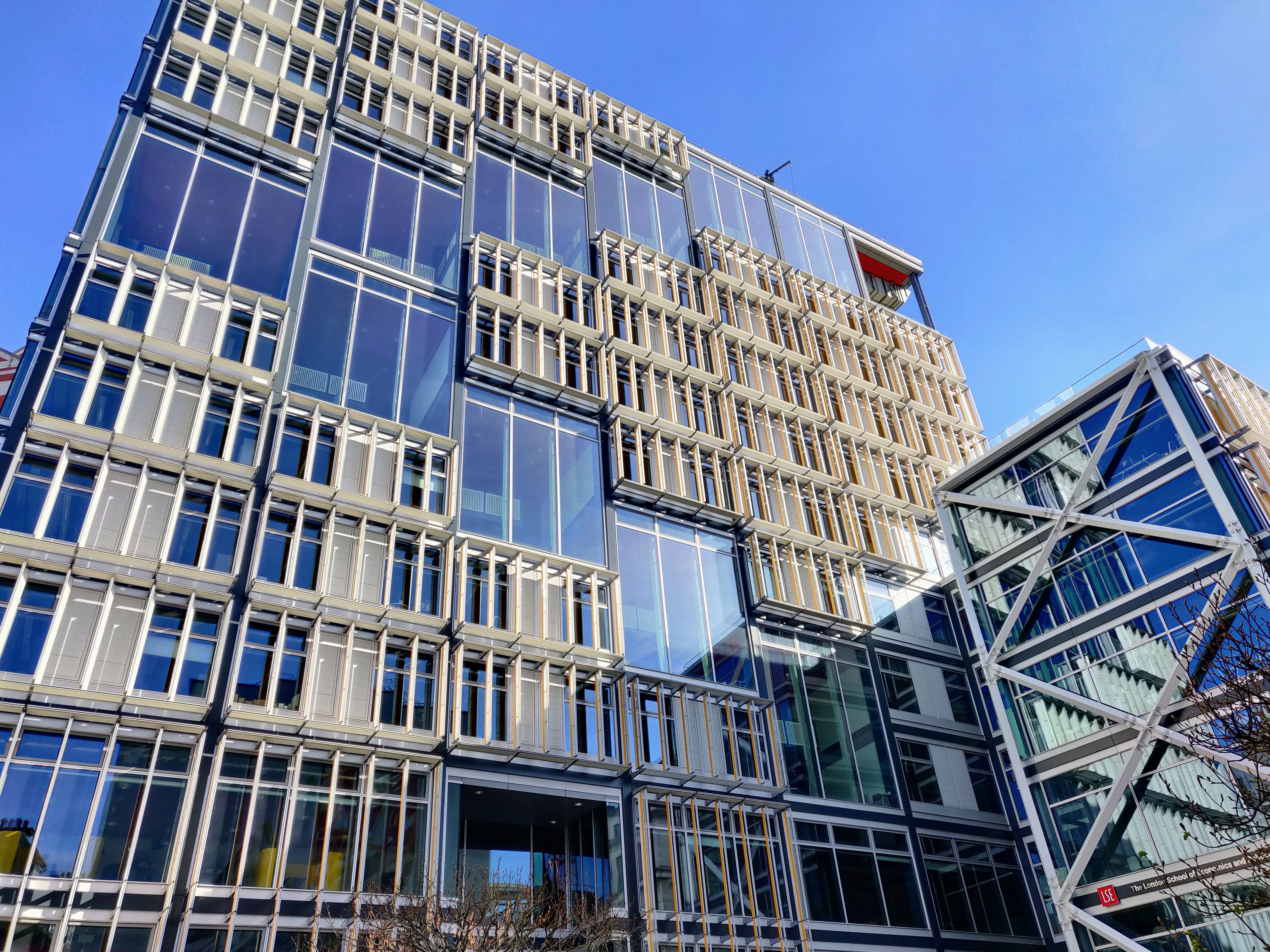
Centre Building

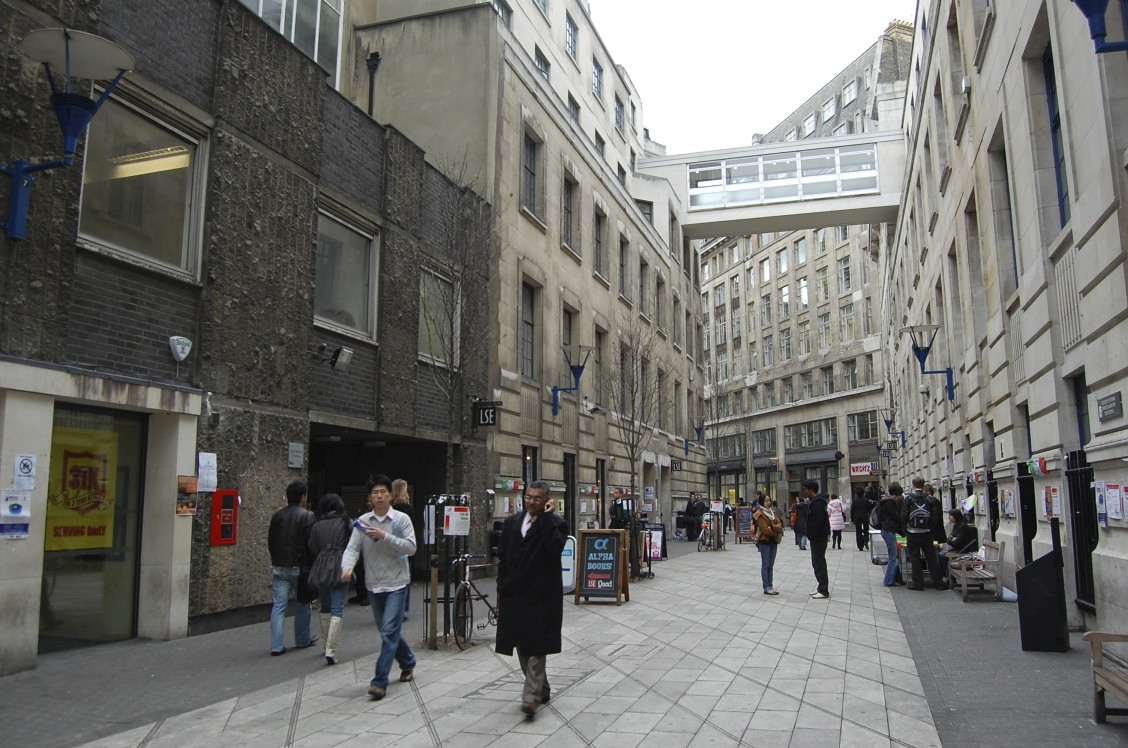
LSEキャンパス

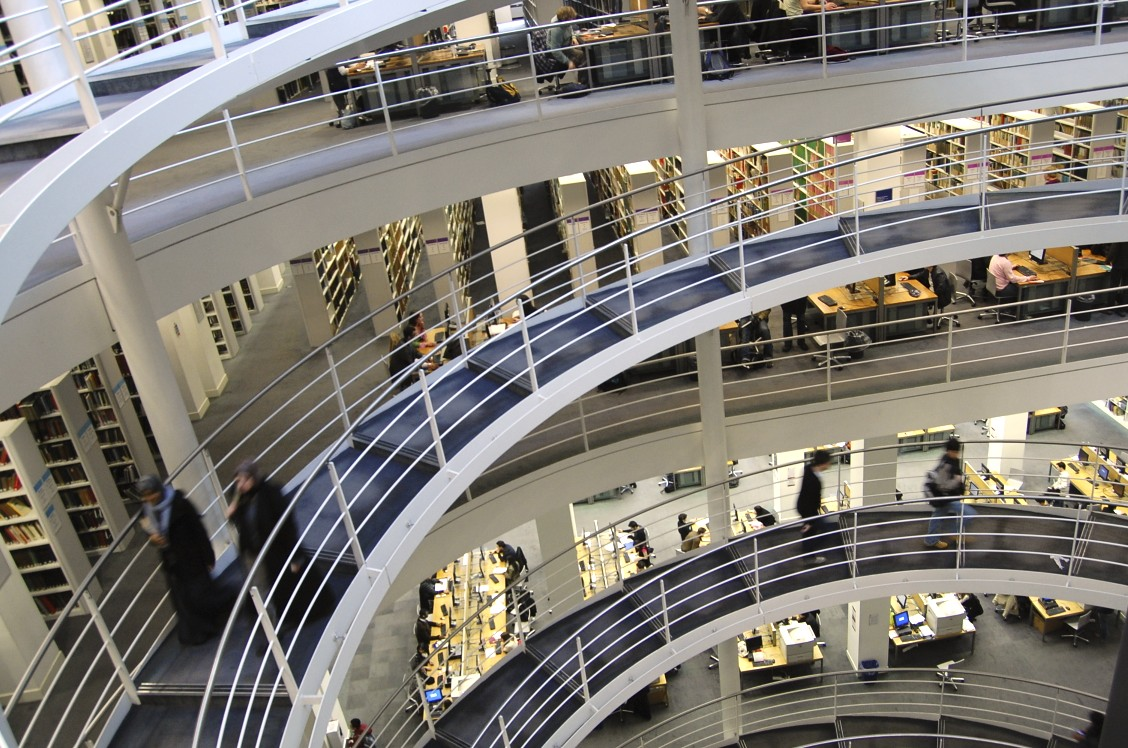
LSE図書館

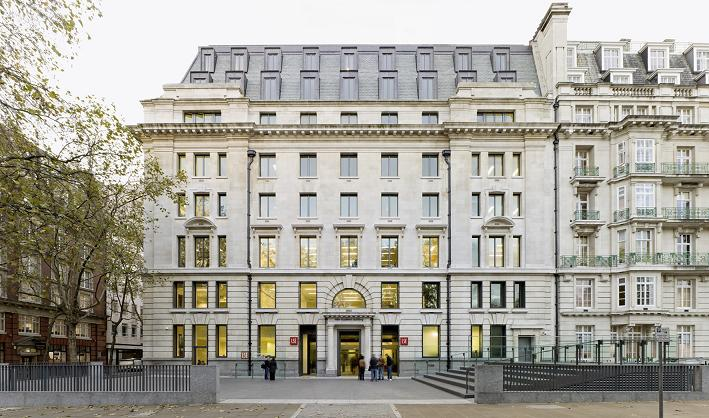
LSE, New Academic Building

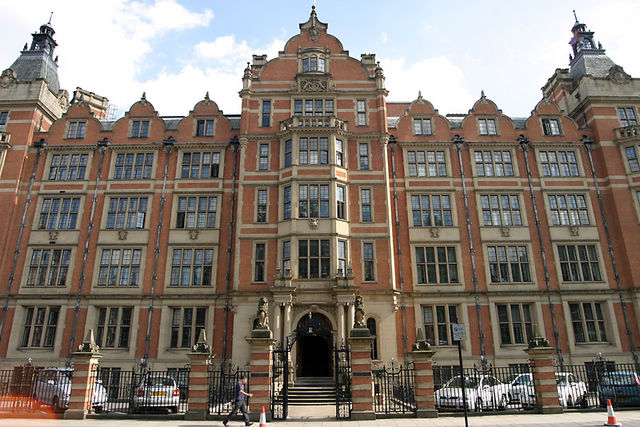
2010年に購入した旧英国土地登記所本部ビル

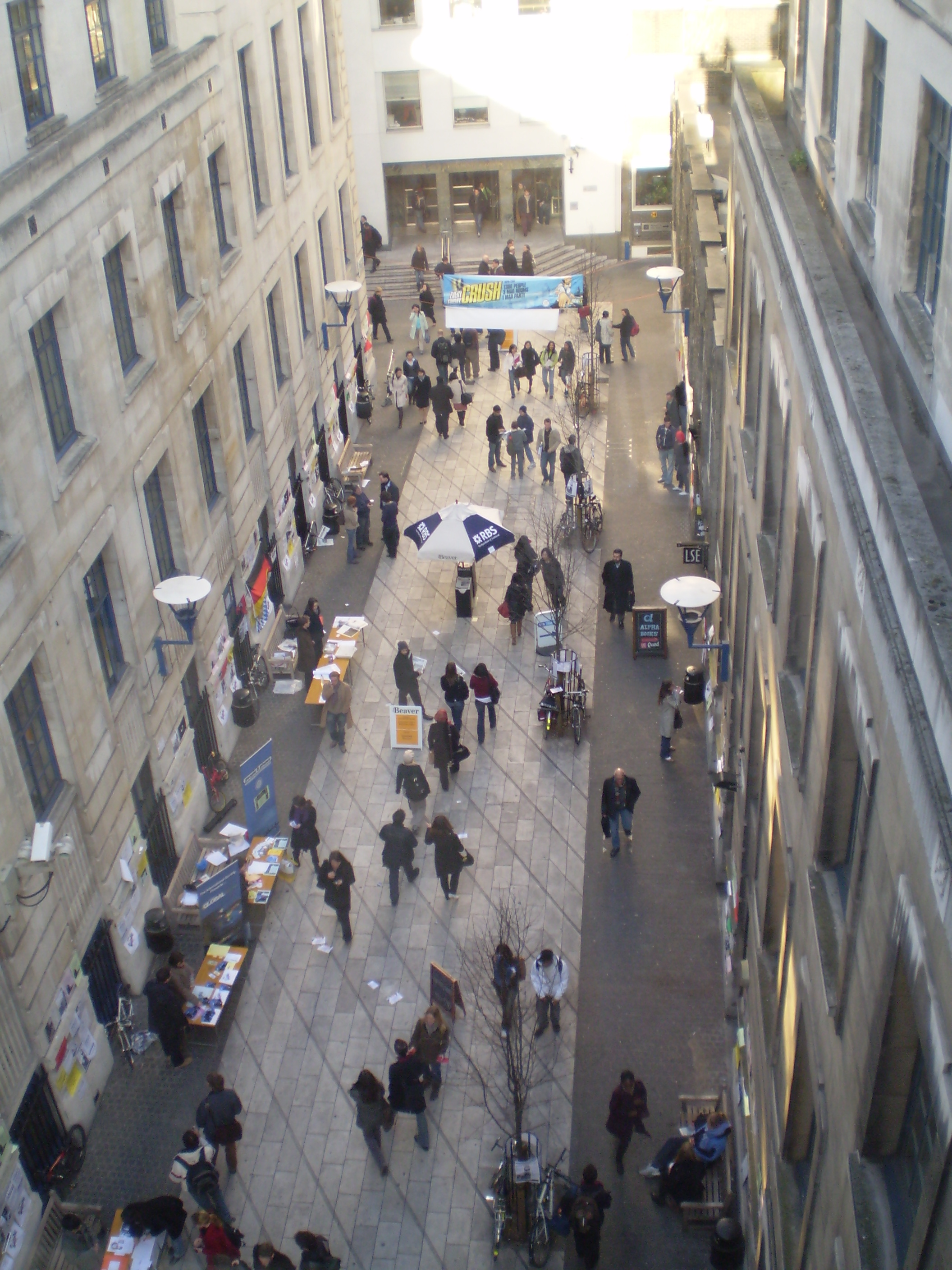
LSE Houghton Street

ロンドン・スクール・オブ・エコノミクス（正式名称: ロンドン・スクール・オブ・エコノミクス・アンド・ポリティカル・サイエンス、英: London School of Economics and Political Science、略称: LSE）は、ロンドンで1895年に創設された、社会科学分野の研究・教育に特化した大学である。ロンドン大学構成校の一つであり、ラッセルグループに加盟している。ロンドン中心部のオールドウィッチにキャンパスを構える。
その名の通り、経済学や政治学などといった社会科学関連の研究・教育のみが行われており、対象とする分野での評価はいずれも高水準であることで知られる。学術的な成果はイギリス国内外の政策にも反映されてきており、著名なものにベヴァリッジ報告書がある。
教育機関としては、大学院の学生数が学部の学生数より多いことが特徴であり、研究課程の学生が重要視されていると受け取ることができるが、近年その差は縮小傾向にある。しかしながら、学部入試の倍率も2023年度で14.3倍と公表されており、どの課程の学生にとっても人気な進学先であることには違いない。
現在までに卒業生、教員、創立者から計20人のノーベル賞受賞者（経済学賞15人、文学賞2人、平和賞3人）、53人の各国首相・大統領・国家元首を輩出している。

## 沿革
- 1894年 シドニー・ウェッブ、ビアトリス・ポッター・ウェッブ夫妻とジョージ・バーナード・ショー、グレアム・ウォーラスの4人が設立を決める。パリ政治学院の設立目的趣旨及びカリキュラムが参考にされた[2]
- 1895年 フェビアン協会によりチャリング・クロスに設立される
- 1900年 ロンドン大学に加入
- 1902年 キャンパスを現在のオルドウィッチに定める
- 1904年 イギリス最初の社会学科を設置
- 1906年 イングランド最大の大学院課程を持つ大学になる[3]
- 1922年 現在のOld Buildingがジョージ5世の手によってオープン
- 2001年 新図書館がオープン
- 2007年 枢密院から学位授与権を与えられる
- 2008年 エリザベス2世女王夫妻によりNew Academic Building（現Cheng Kin Ku Building）の開所式が行われる
- 2010年 リンカーン・イン・フィールズにある英国土地登記所本部ビル (Land Registry) を購入し、改修したうえで、2013年度より経済学科の基本棟（32 Lincoln's Inn Fields、2023年にSir Arthur Lewis Buildingに改名）に使用[4]
- 2011年 ハワード・デイビス学長が、リビアのカダフィ政権から巨額の寄付金を受け取っていた問題で辞任[5]
- 2013年 リンカーン・イン・フィールズにある英国ガン研究所ビル (Cancer Research UK) を7500万ポンドで購入[6]
- 2017年 ネマト・シャフィクが学長に就任
- 2022年 Marshall Buildingがオープン
- 2024年 ラリー・クラマーが新学長に就任

## キャンパス
LSEのキャンパスは、英国政治の中心である国会議事堂から経済の中心シティのイングランド銀行までの中間地点にある。双方へ徒歩15分程度の距離である。
キャンパスは、政治・経済・メディア・文化などの分野で英国を代表する機関に囲まれてもいる。キャンパスの隣にはイングランドの最高裁判所である王立裁判所があり、近隣にはリンカーン法曹院など司法関連の施設や弁護士事務所が多い。BBCワールドサービス本社が入るBush Houseも通りをはさんだ所にある。キングスウェイを西に渡るとコヴェント・ガーデンで、ロイヤル・オペラ・ハウスなどがあるウエスト・エンドの劇場街になる。キングスウェイを北に10分ほど歩くと、大英博物館がある。
キャンパスの北隣にはリンカーンズ・イン・フィールズという広場もある。隣接のPeacock Theatreではロンドンを訪れた各国首脳などの著名人の講演や卒業式などのセレモニーが行われる。
LSEには社会科学専門大学としての先進性を支えている図書館、British Library of Political and Economic Science (BLPES)がある。ノーマン・フォスターが設計した、大きならせん階段が特徴的なこの図書館は世界最大級の社会科学専門図書館であり、2002年現在、蔵書数は400万冊を超え、さらに増え続けている。BLPESは国連寄託図書館に指定されているが、他の国際機関や世界中の政府発行の統計資料も数多く揃えている。LSEの学生・研究者はこの図書館のコンピュータから2万件以上の学術誌を購読できる。
2013年にはそれまでロンドン・メトロポリタン大学が所蔵していた女性図書館のコレクションを入手した。

## 組織
LSEは主に以下の専攻で構成されている。
- 会計学（Accounting）
- 人類学（Anthropology）
- 開発研究（Development Studies）
- 経済史（Economic History）
- 経済学（Economics）
- 欧州研究所（European Institute）
- 財政学（Finance）

- ジェンダー研究所（Gender Institute）
- 地理・環境（Geography and Environment）
- 行政学（Government）
- 国際関係史（International History）
- 国際関係（International Relations）
- 法学（Law）

- 経営学（Management）
- 数学（Mathematics）
- メディア・コミュニケーション（Media and Communications）
- 哲学・倫理学・科学的方法（Philosophy, Logic and Scientific Method）
- 心理学・行動科学（Psychological and Behavioural Science）
- 社会政策（Social Policy）
- 社会学（Sociology）
- 統計学（Statistics）

## 評価
LSEは、社会科学専門の大学であるため理系の大学との比較は本来不可能である。しかし、英国政府が行っている公的な研究査定や新聞社の評価などで、LSEの現状や英国内や世界における位置づけがある程度、把握できる。

### Research Assessment Exercise (RAE)
Research Assessment Exercise (RAE) は、数年に一度、英国政府が研究機関に対して行う研究成果の公的な調査および査定である。英国の研究機関で行われている研究を何十もの分野に分け、その分野の専門家がお互いの研究成果を査定し、 英国政府はその結果に基づいて国内の研究機関への資金配分を決める。RAEはこれまで1992年、1996年、2001年、2008年の4回実施されている。
2008年版のRAEによると、総合ランキングでLSEは第2位であった。評価方法が変更されているので正確な比較はできないが、この結果は前回、2001年の調査の4位から改善している。LSEの研究の約35%が世界トップレベルと査定された。これは英国のどの大学・研究機関よりも高い比率で、高級紙のインデペンデントはこの結果を重視し、LSEをイギリスで最高の研究機関だと評している。結果を分野別に見ると、経済学、ヨーロッパ研究、法学、社会政策学の各分野でイギリスで第1位、文化人類学で第2位であった。特に経済学や社会政策学は研究の60％、50％が世界トップレベルという非常に高い評価を受けた。

### 新聞社による評価
英国では新聞各紙が独自の視点に基づいた大学ランキング（総合ランキングは下記の表を参照）を発表している。 サンデー・タイムズ紙は1997年 - 2007年の10年間の総合ランキングでLSEを第3位にしている。 またガーディアン紙は2003年度版の大学案内で「世界中のどの大学よりも今日の国際政治に与えた影響が大きい」とLSEを紹介している。
詳細なデータが公開されているインデペンデント紙の2016年度版のランキングを見てみると、 以下のようなLSEの特徴が読み取れる。
- 学生の満足度は平均的（79%の満足度）
- 研究レベルは文系1位（全体ではインペリアル・カレッジ・ロンドンに次ぐ2位）
- 学部課程への入学難易度は文系でケンブリッジ大学、オックスフォード大学に次ぐ3位
- 志願倍率は約15倍（1299人の募集に対し19039人の応募）[17]で最も高い
- 教員1人当たりの学生数は約13人と上位10位程度
- 卒業後の進路が最も良い（卒業生の平均初任給約£28,000、就職率約83%はともにトップ [18]）

| Assessor                      | 2013 | 2012 | 2011 | 2010 | 2009 | 2008 | 2007 | 2006 |
| ----------------------------- | ---- | ---- | ---- | ---- | ---- | ---- | ---- | ---- |
| The Complete University Guide | 2nd  | 4th  | 5th  | 4th  | 3rd  | 4th  |      |      |
| Guardian University Guide     | 3rd  | 4th  | 8th  | 5th  | 6th  | 3rd  | 3rd  | 5th  |
| Times Good University Guide   | 3rd  | 3rd  | 5th  | 7th  | 4th  | 4th  | 4th  | 4th  |
| Sunday Times University Guide |      | 4th  | 9th  | 4th  | 4th  | 3rd  | 3rd  | 4th  |

### QS世界大学ランキングWorld University Rankings
QS World University Rankingsは教育情報の専門会社Quacquarelli Symondsが毎年発表している世界大学ランキングである。このランキングは2007年に大幅に査定方法が変更され、自然科学系・工学系専攻のない大学は不利になり、LSEは大きく順位を落とした。しかし、社会科学分野では世界2位（欧州内1位）となっている。
|          | 2021 | 2020 | 2019 | 2018 | 2017 | 2016 |
| -------- | ---- | ---- | ---- | ---- | ---- | ---- |
| 社会科学 | 2nd  | 2nd  | 2nd  | 2nd  | 2nd  | 2nd  |
| 人文科学 | 16th | 20th | 22nd | 20th | 14th | 20th |
| 総合     | 49th | 44th | 38th | 35th | 37th | 35th |

### THE世界大学ランキング
イギリスの新聞タイムズが毎年発表しているTHE世界大学ランキングにおいてLSEは以下のように評価されている。
|          | 2021 | 2020 | 2019 | 2018 | 2017 | 2016 |
| -------- | ---- | ---- | ---- | ---- | ---- | ---- |
| 社会科学 | 8th  | 7th  | 7th  | 10th | 15th | 12th |
| 総合     | 27th | 27th | 26th | 25th | 25th | 23rd |

### 世界大学学術ランキング
Shanghai Ranking Consultancyが毎年発表している世界大学学術ランキングにおいてLSEは以下のように評価されている。
|          | 2016 | 2015 | 2014 | 2013 | 2012 | 2011 |
| -------- | ---- | ---- | ---- | ---- | ---- | ---- |
| 社会科学 | 8th  | 12th | 14th | 15th | 16th | 15th |

### 分野別評価
LSEの中で高い評価を受けている分野として以下の学問分野がある。　
- 経済学
  - 経済学はLSEが特に強い分野の1つであり、ノーベル経済学賞受賞者を卒業生、教員、創立者の中から13人輩出している。イェール大学がまとめた博士課程プログラムのその後の経済学の学問分野へ与えた影響度調査ではLSEは世界1位(1986〜1996年の期間で6位)と評価を受けている[75]。また最新の研究水準の評価はRePEcが月ごとにまとめており、この中の世界の経済学部の研究水準ランキングでは概ね毎月上位10位内の水準を保っている[76]。2013年集計分データでは世界2位[77]、2014年集計分では世界3位[78]である。

- 経営学
  - 経営学の分野においてLSEは主に経営学の修士コースと、ニューヨーク大学スターン・スクール・オブ・ビジネス、HEC経営大学院と共同で開講している経営者向けのTRIUM Global Executive MBAコースの2種類のプログラムを提供している。フィナンシャル・タイムズ紙がそれぞれのコースの評価をしており、MBAを除く経営学修士の世界ランキングでは2014年度版で2位[79]、2015年度版で2位の評価を受けている[80]。一方EMBAコースは、2008年度版で世界3位[81]、2007年度版では2位[82]と評価をされている。
- 政治学
  - 政治学者であるサイモン・ヒックスがまとめた政治学部の研究力の世界ランキングによると1998〜2002の4年間の研究実績においてLSEは世界15位(英国内1位/欧州内2位)と評価をされている[83]。また本調査内にて主要学術誌への掲載量において世界2位、影響度において世界4位との評価を受けている。
- 地理学
  - LSEの中では比較的小さいdepartmentではあるが、経済地理学、都市計画、環境問題などにおいて、世界第一線の研究を行っている。QS World University Rankingsにおける分野別評価（Geography）では、2013年に世界3位、2014年以降は世界2位の評価を受けている。
- 社会政策
  - 社会政策はLSEが発祥の地とされる学問分野で、2019年のQS World University Rankings において世界1位との評価を受けている[84]。社会政策はリチャード・ティトマスが体系化しイギリスの福祉国家政策の基盤となった。その後、「ゆりかごから墓場まで」で知られる『ベヴァレッジ報告』で有名な、ウィリアム・ベヴァレッジがLSE社会政策学部教授・学部長をつとめ、イギリスはもとより日本を含む社会保障制度の構築に大きな影響を与えた。さらに、貧困研究で近年注目されている相対的剥奪で著名な、ピーター・タウンゼントをはじめ多くの著名な学者を輩出している。LSEでは先進国はもとより開発途上国についても、社会政策と開発（社会開発）等の学位コースを設け、世界の俊英が学んでいる。NGO/市民社会、社会的排除等の先進的な分野での研究も盛んである。

- 国際関係学
  - QS World University Rankingsにおいて、政治学と合わせた分野別評価（Politics & International Studies）で2014年に世界3位[85]、2015年に4位[86]、2016年に3位[87]、2017年に3位[88]、2018年に5位[89]と安定した高評価を得ている。
- 法学
  - QS World University Rankingsにおける分野別評価（Law）で2017年に世界7位[90]、2018年に9位[91]、2019年に7位[92]、2020年に6位[93]、2021年に6位[94]と安定した高評価を得ている。また、Times Higher Education World University Rankingsにおける分野別評価（Law）でも2019年に世界7位[95]、2020年に8位[96]、2021年に10位[97]の評価を受けている。なお、Chambers Studentの調査[98]によれば、法学関係の卒業生の平均給与水準は英国内でトップである。
- メディア・コミュニケーション
  - QS World University Rankingsにおける分野別評価（Communication & Media Studies）で2014年に世界2位[99]、2015年に5位[100]、2016年に3位[101]、2017年に3位[102]、2018年に3位[103]と安定した高評価を得ている。
- 哲学
  - 世界の大学における哲学分野の評価はPhilosophical Gourmet Reportが行っており、科学哲学の研究機関を持つLSEも評価対象となっている。2009年度版の世界ランキングではLSEは科学哲学の総合評価で第2グループ(2〜11位)との評価を受けた[104]。特に社会科学の哲学では単独1位の評価を受けている[105]。

## 日本との関係
世界各国から留学生が集うLSEには日本人学生も多数在籍している。2014年度には学部生16名、大学院生81名の合計97人がLSEで学んでいる(語学留学生・交換留学生は含まない）。官公庁からの留学生も多い。グローバルな同窓会のネットワークを有し、LSE日本同窓会 (LSE Alumni Association Japan) が大学公認の同窓会として、日本はもとより世界のLSE同窓会と連携して活動している。
また、日本の大学の教員や学生が交流協定を通じてLSEに毎年、留学している。LSEが学術交流協定を結んでいる日本の大学は東京大学、一橋大学、東北大学、慶應義塾大学、国際基督教大学、学習院大学である。
1978年にトヨタ自動車とサントリーが協同出資して設立した研究機関STICERD (The Suntory and Toyota International Centre for Economics and Related Disciplines) があり、日本経済から貧困まで幅広いテーマで研究活動を行っている。

## 他の教育機関との関係
- ロンドン大学

LSEはロンドン大学の加盟校である。LSEの学生はロンドン大学所属の他大学の図書館や大学生協を利用することが可能である。卒業式の際のアカデミックドレスはLSE独自のものを使用している。なお、2008年度以降の入学者には卒業時にロンドン大学の学位ではなく、LSE独自の学位が授与されている。
- ラッセル・グループ

LSEはイギリス国内の研究型大規模校で構成されるラッセル・グループの一員である。
- The G5

LSEはラッセル・グループのなかでも、世界的に著名な特に秀でた「スーパー・エリート」と称される5大学"The G5"に数えられる。The G5の他の4大学はオックスフォード大学、ケンブリッジ大学、インペリアル・カレッジ・ロンドン (ICL)、ユニバーシティ・カレッジ・ロンドン (UCL) である。
- アカデミック・パートナー

LSEは英国内外の様々な学術機関と協力関係にあるが、その中で最も重要な位置づけにあるのが「アカデミック・パートナー」である。LSEのアカデミック・パートナーは、アメリカのコロンビア大学、カリフォルニア大学バークレー校、フランスのパリ政治学院、中国の北京大学、復旦大学、シンガポールのシンガポール国立大学、そして南アフリカ共和国のケープタウン大学の7大学である。
- Global Public Policy Network

LSEは、アメリカのコロンビア大学、フランスのパリ政治学院、シンガポールのシンガポール国立大学の3大学とともに、グローバル・パブリック・ポリシー・ネットワーク (GPPN) を形成している。これらの大学間では、行政修士 (MPA) のデュアル・ディグリー制度がある。
- 北京大学

LSEは北京大学と国際情勢 (International Affairs) に関する修士課程を共同運営している。またLSEは毎年夏に北京大学においてサマースクールを開講している。
- TRIUM Global Executive MBA Programme

LSEは社会科学専門の研究機関として設立された経緯から、実学志向の経営学修士コースは設置していない（学問としての経営学の課程は存在する）。だがTRIUMにおいて、LSEはアメリカのニューヨーク大学 Stern School of Business、フランスのHEC経営大学院といったトップレベルの経営大学院と共同でエグゼクティブ対象のTRIUM Global Executive MBAコースを運営しており、ビジネスにおけるグローバル政治経済などを担当している。TRIUMはその世界トップクラスの高い評価とあいまって、ロンドン、パリ、ニューヨークというグローバルビジネスの中心を拠点に運営されている点が大きな特徴である。

## LSEギャラリー

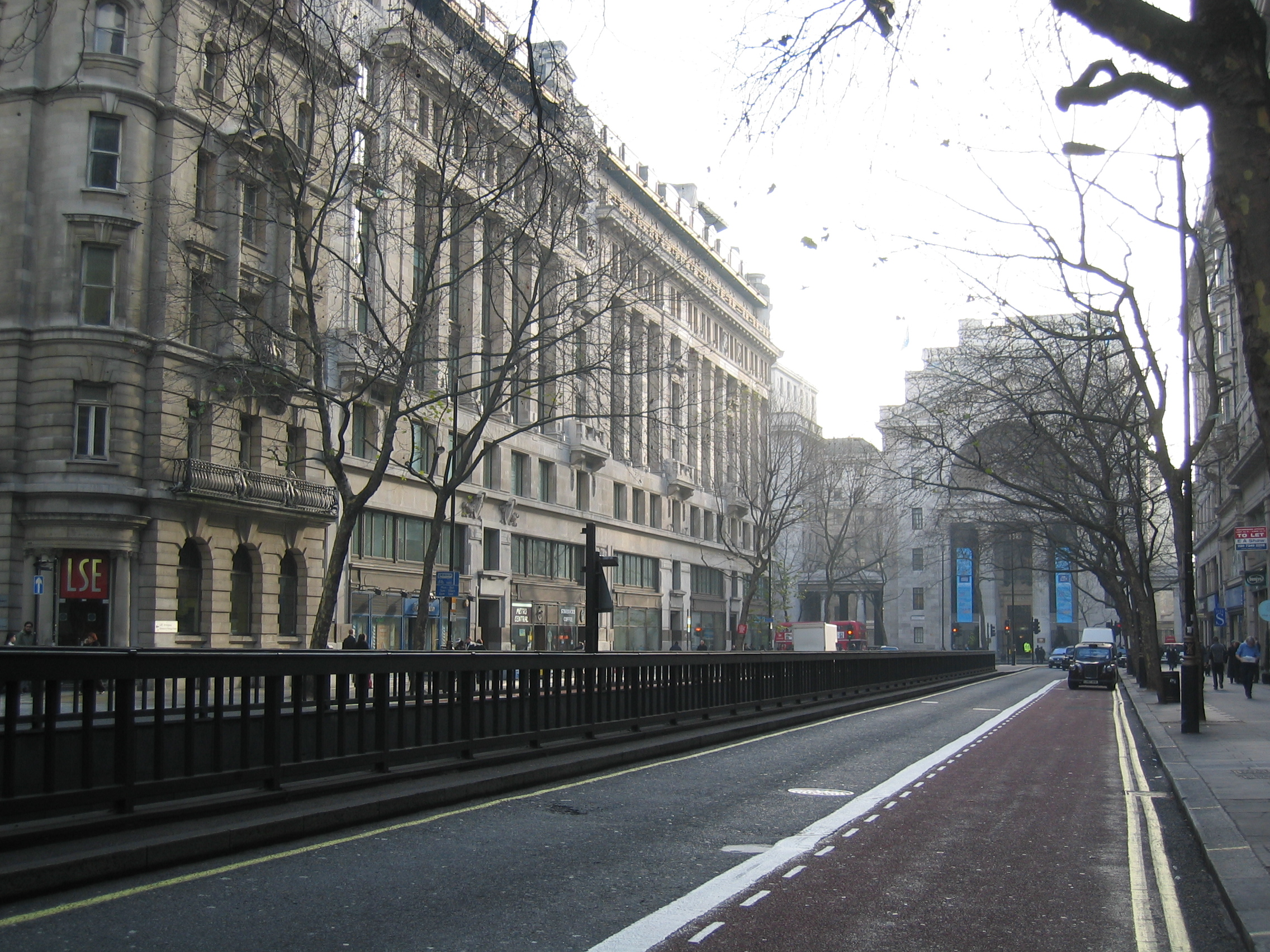
Kingsway, Bush House, LSE
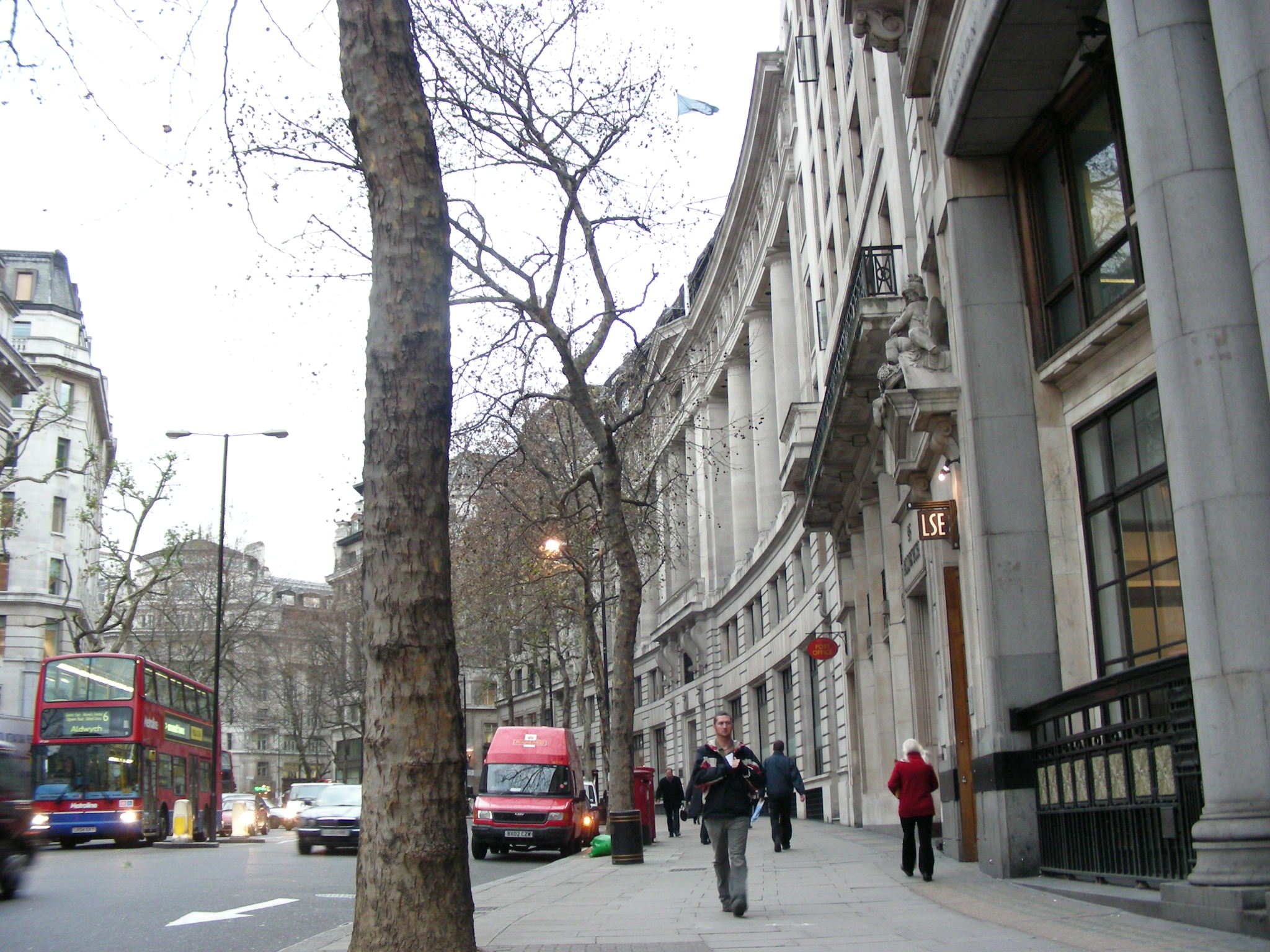
Aldwych and LSE D Building
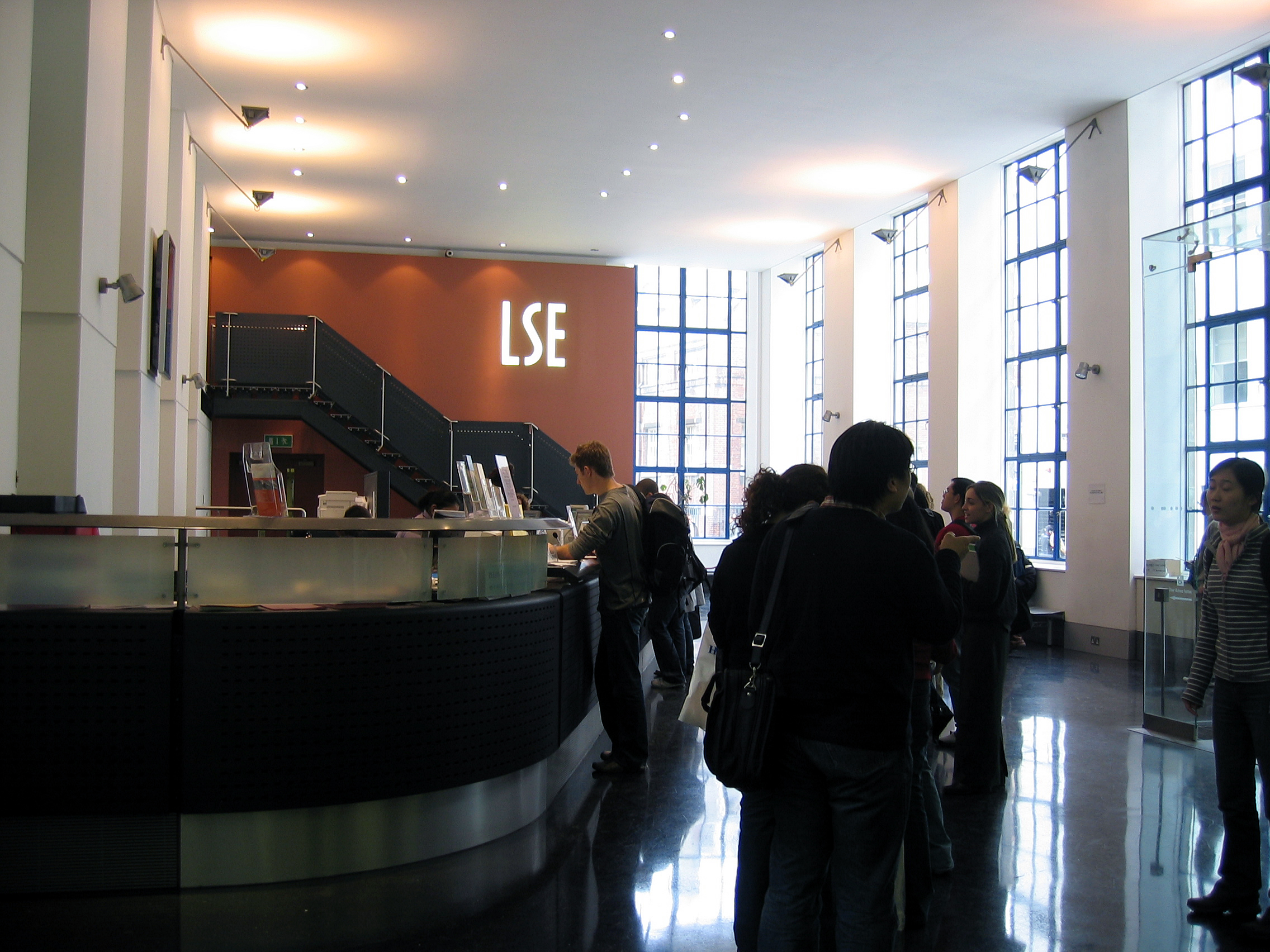
学生課受付
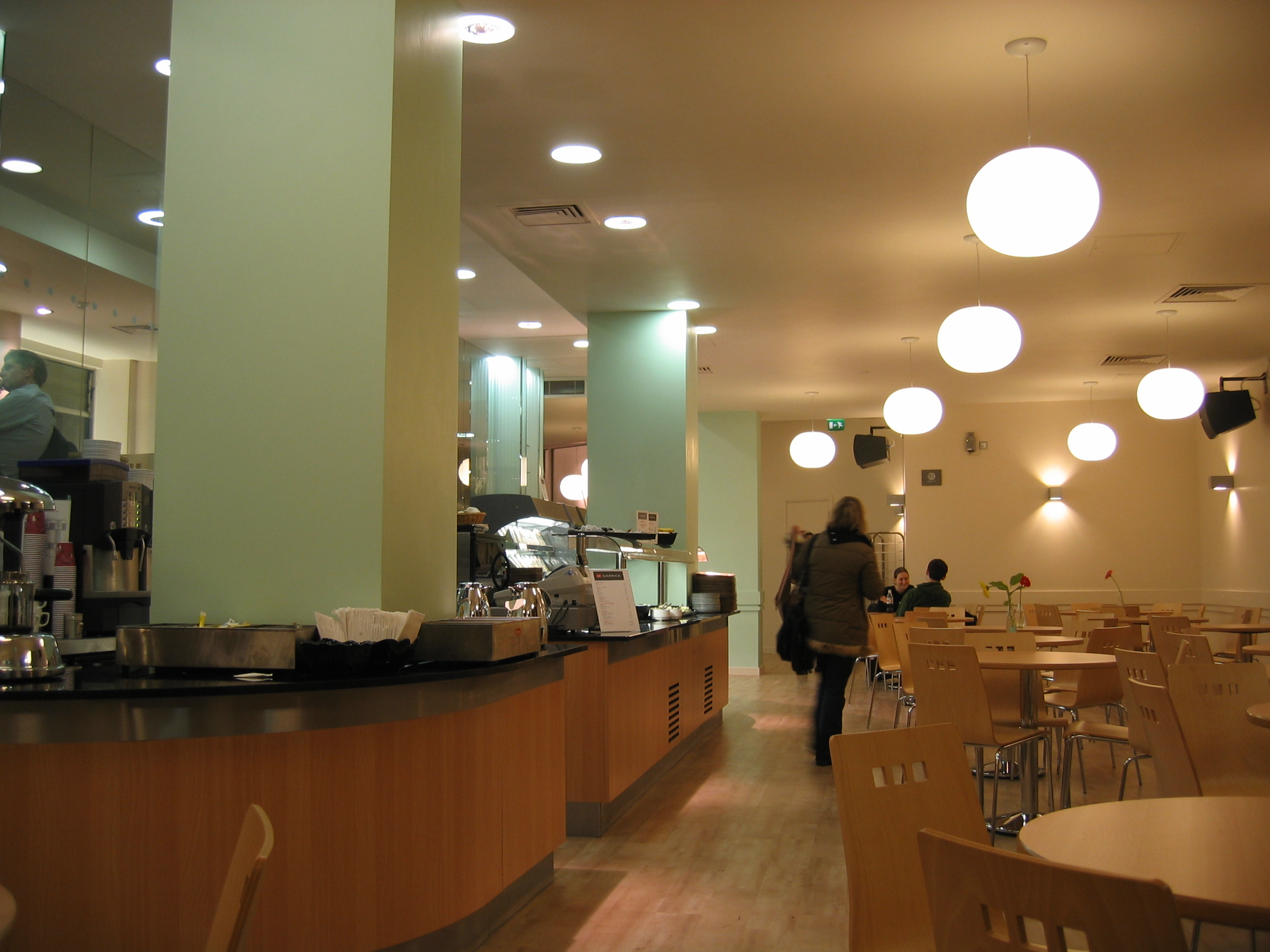
学生食堂
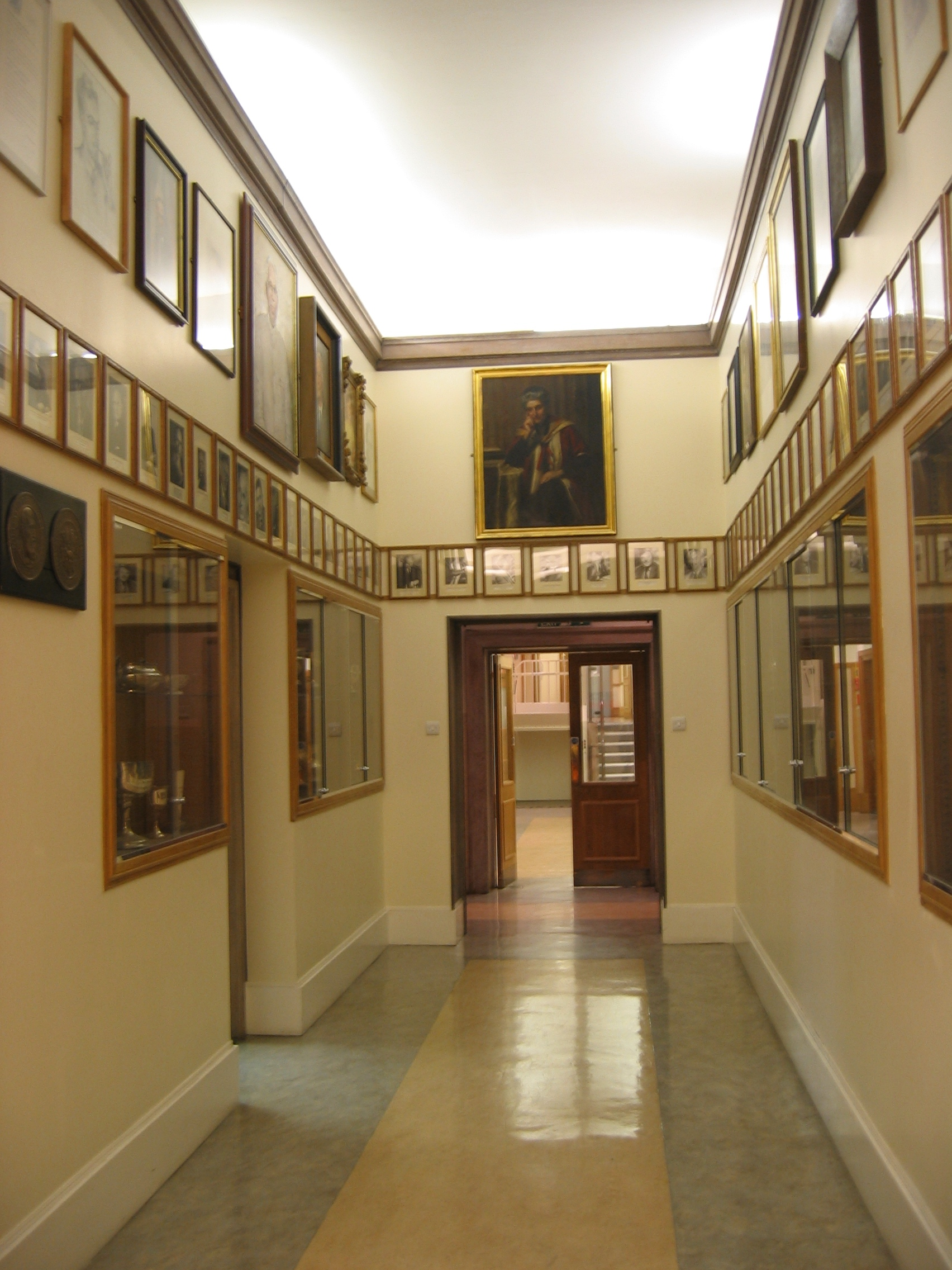
Old Building 廊下
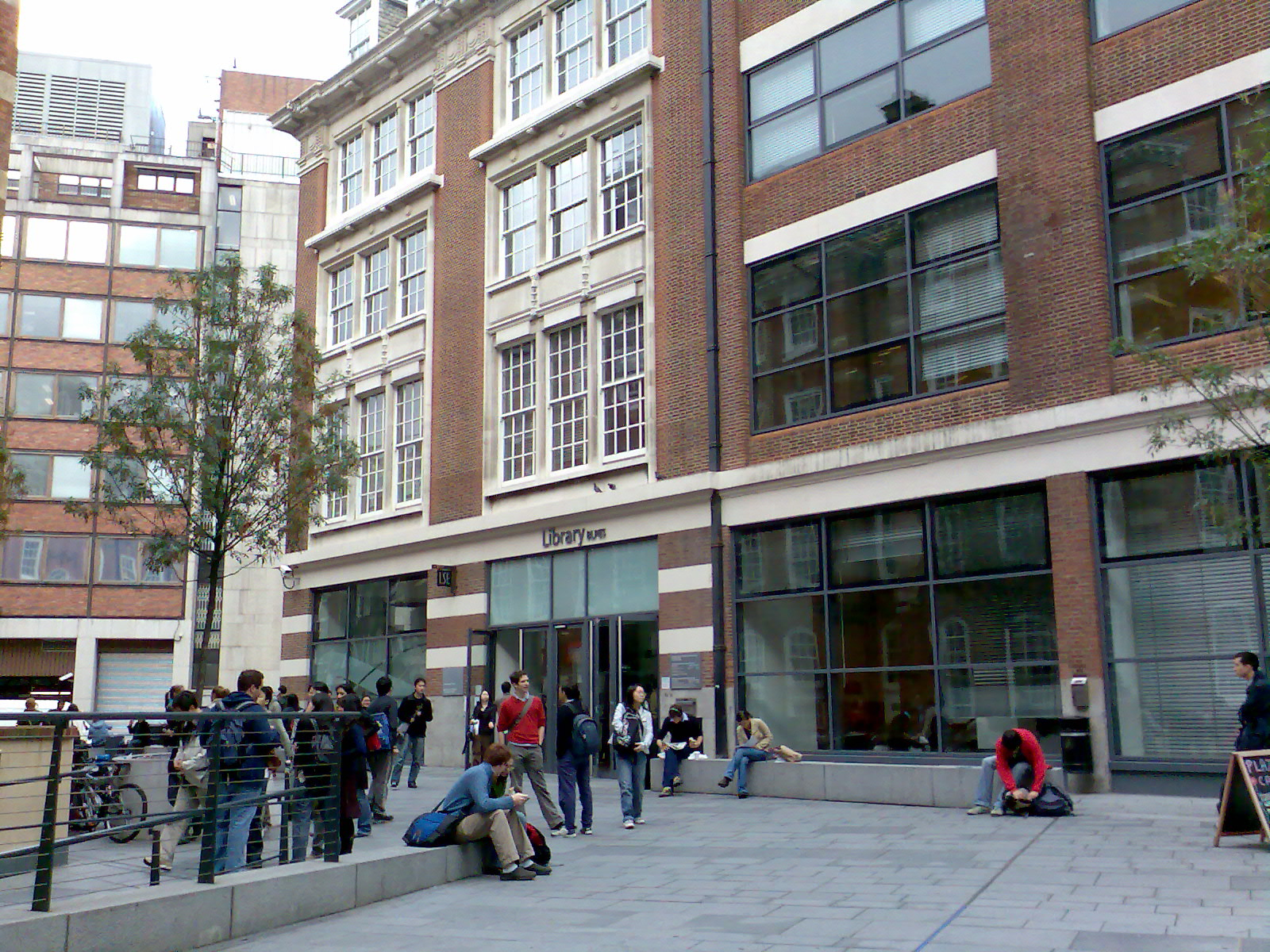
図書館入り口
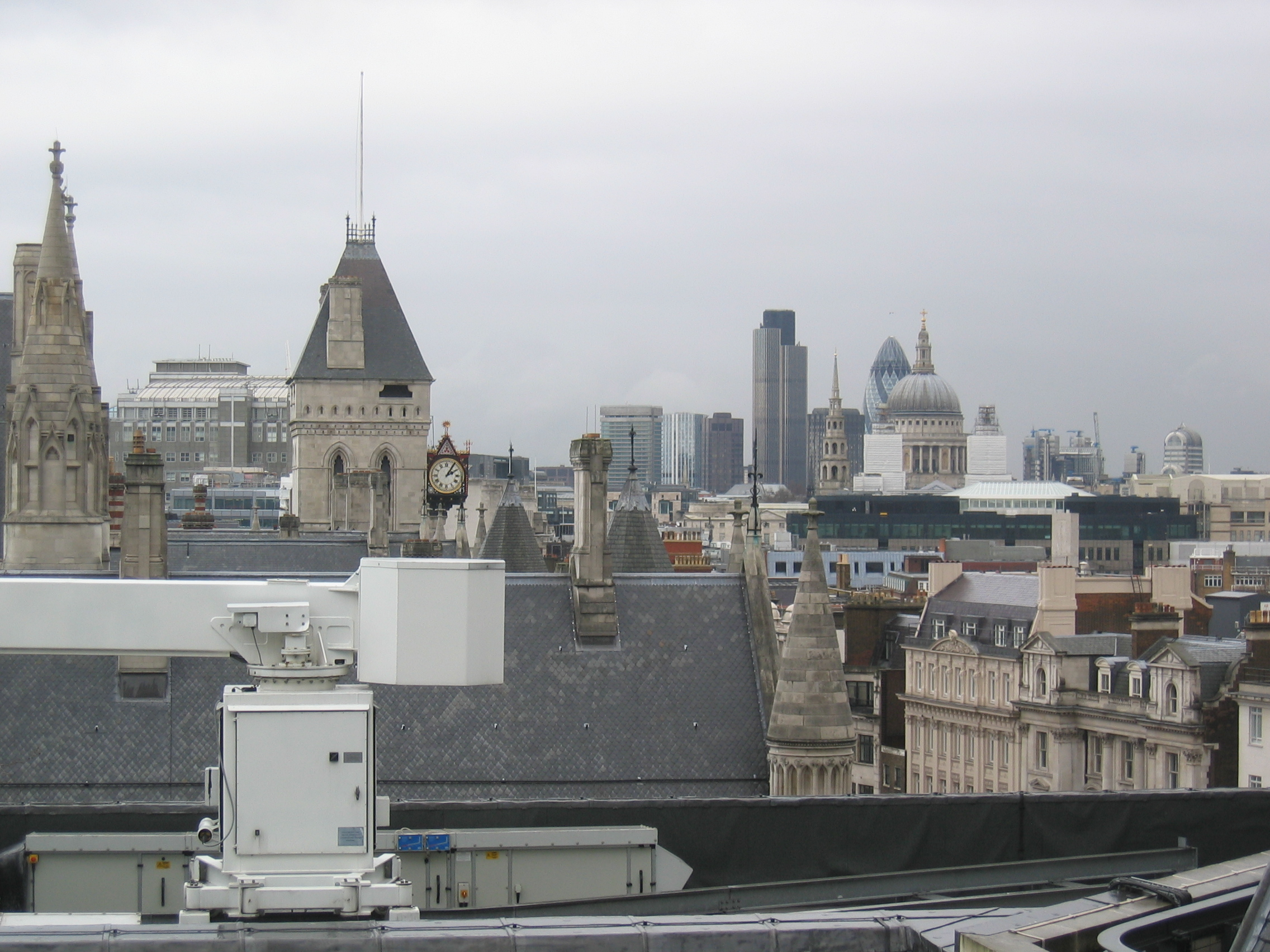
Dビルディング703教室より
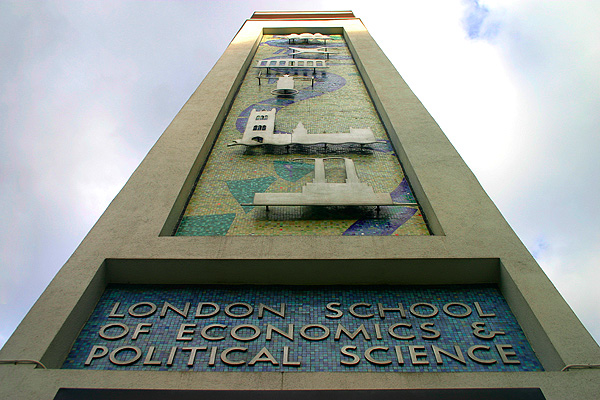
LSE Mosaic